# Stenandrium lyonii
Stenandrium lyonii là một loài thực vật có hoa trong họ Ô rô. Loài này được J.R.Johnst. miêu tả khoa học đầu tiên năm 1908.